# Rafael Calvo Ortega
Rafael Calvo Ortega (ur. 26 sierpnia 1933 w El Espinar) – hiszpański polityk, prawnik i nauczyciel akademicki, parlamentarzysta krajowy i europejski, w latach 1978–1980 minister pracy.

## Życiorys
Z wykształcenia prawnik, absolwent Uniwersytetu w Salamance. Doktoryzował się następnie na Uniwersytecie Bolońskim. Pracował jako nauczyciel akademicki, był profesorem na wydziałach prawa w Salamance i San Sebastián, specjalizując się w prawie finansowym i podatkowym. Pełnił funkcję kierownika katedry prawa handlowego na uniwersytecie UNED, pod koniec lat 70. zajmował stanowisko prorektora tej uczelni.
W okresie przemian politycznych zaangażował się w działalność polityczną w ramach Unii Demokratycznego Centrum. Był sekretarzem generalnym (1980–1981), a w 1981 również pełniącym obowiązki przewodniczącego tego ugrupowania. Od 1977 do 1979 wchodził w skład Senatu z prowincji Segowia. Następnie do 1982 zasiadał w Kongresie Deputowanych I kadencji. W latach 1978–1980 sprawował urząd ministra pracy w dwóch rządach Adolfa Suáreza.
W 1982 wraz z byłym premierem współtworzył Centrum Demokratyczne i Społeczne. Od 1987 do 1994 z ramienia tej partii był deputowanym do Parlamentu Europejskiego II i III kadencji. W latach 1991–1998 pełnił funkcję przewodniczącego CDS.
Powrócił w międzyczasie do działalności naukowej, do czasu przejścia na emeryturę był profesorem na Uniwersytecie Complutense w Madrycie. Został również prezesem fundacji FUNDIBES i członkiem Real Academia de Jurisprudencia y Legislación, akademii naukowej skupiającej prawników.